# Jean-Baptiste Bertrand
Jean-Baptiste Bertrand (n. 25 martie 1823, Lyon, Franța – d. 27 septembrie 1887, Orsay, Seine-et-Oise, Franța), a fost un pictor și litograf francez. La început a fost elevul lui Étienne Rey (1789–1867) și mai târziu al lui Jean-Claude Bonnefond⁠(d) (1796–1860) la École des Beaux-Arts din Lyon între 1840 și 1843.
Alphonse Perin (1798–1874) i-a sugerat să se mute la Paris, unde s-a înscris la École des Beaux-Arts în 1844 și a avut prima sa expoziție la Salon în 1857. A petrecut 11 ani lucrând cu Perin și cu profesorul și prietenul său Victor Orsel⁠(d), decorând capela Euharistiei din Biserica Notre Dame de Lorette din Paris, iar în 1854 a început să lucreze la reproduceri ale lucrărilor lui Orsel.
Bertrand a călătorit în Italia între 1857 și 1862. La întoarcerea la Paris, s-a împrietenit cu sculptori precum Jean-Baptiste Carpeaux⁠(d), Alexandre Falguière și Auguste Clésinger⁠(d). Influențat de contactele sale cu sculptorii, Bertrand s-a dedicat din 1866 alegoriilor și scenelor de gen, îndepărtându-se de stilul său nazarinean de început. Acestea erau reprezentări eroice ale marilor eroine ale istoriei și literaturii, ca în Moartea lui Sappho (1867), Moartea Virginiei (1869), Moartea lui Manon Lescaut (1870) și Moartea Ofeliei (1872). Aceste lucrări au devenit cunoscute și populare pe scară largă prin intermediul gravurilor.

## Galerie

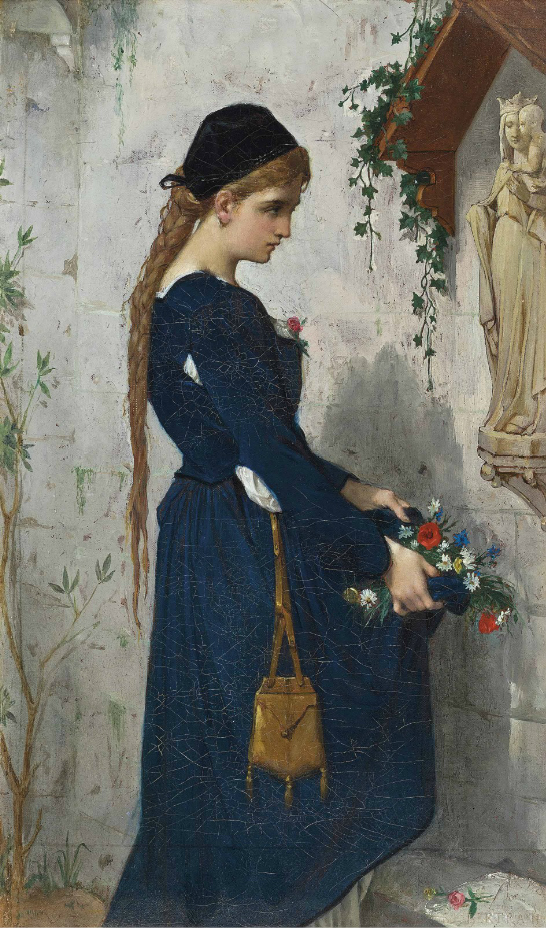
La altar
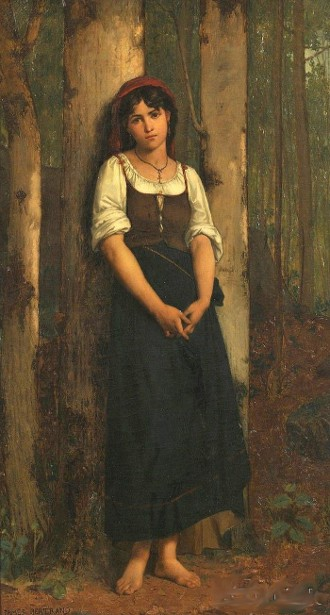
Meditație
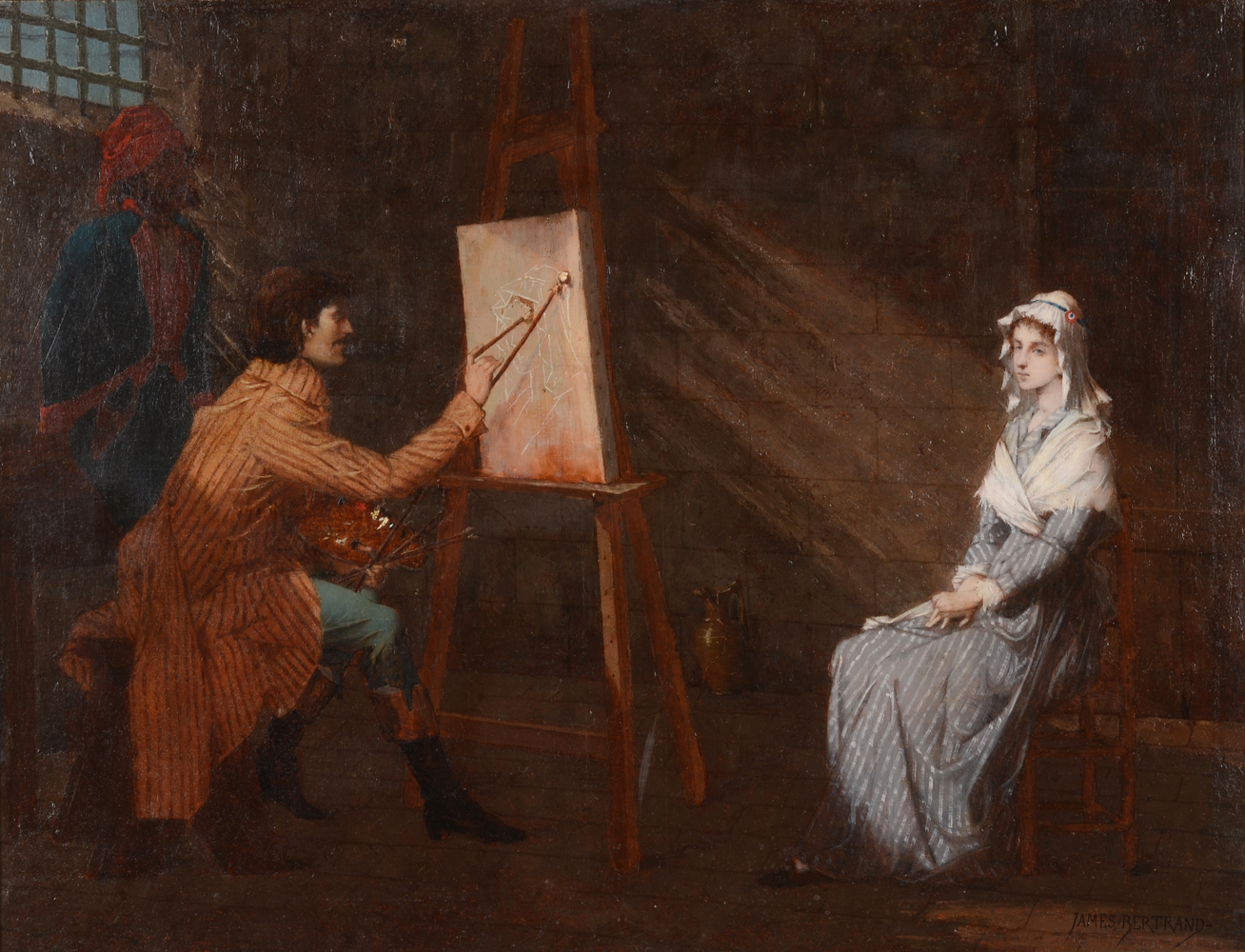
Jean-Jacques Hauer⁠(d) o portretizează pe Charlotte Corday (circa 1860)
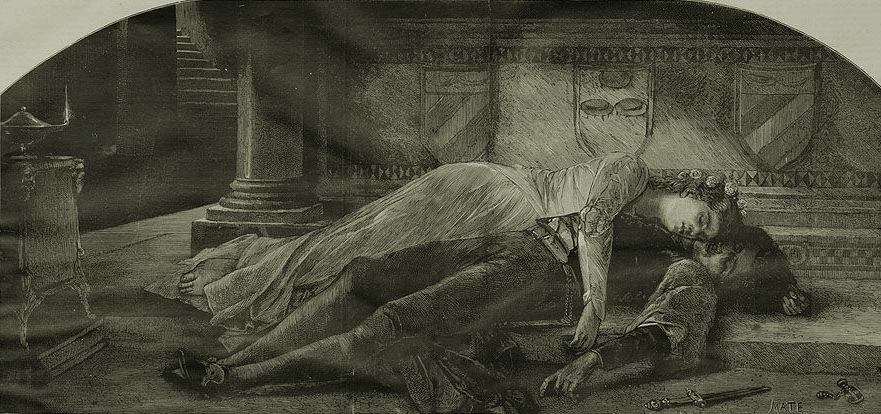
Romeo și Julieta
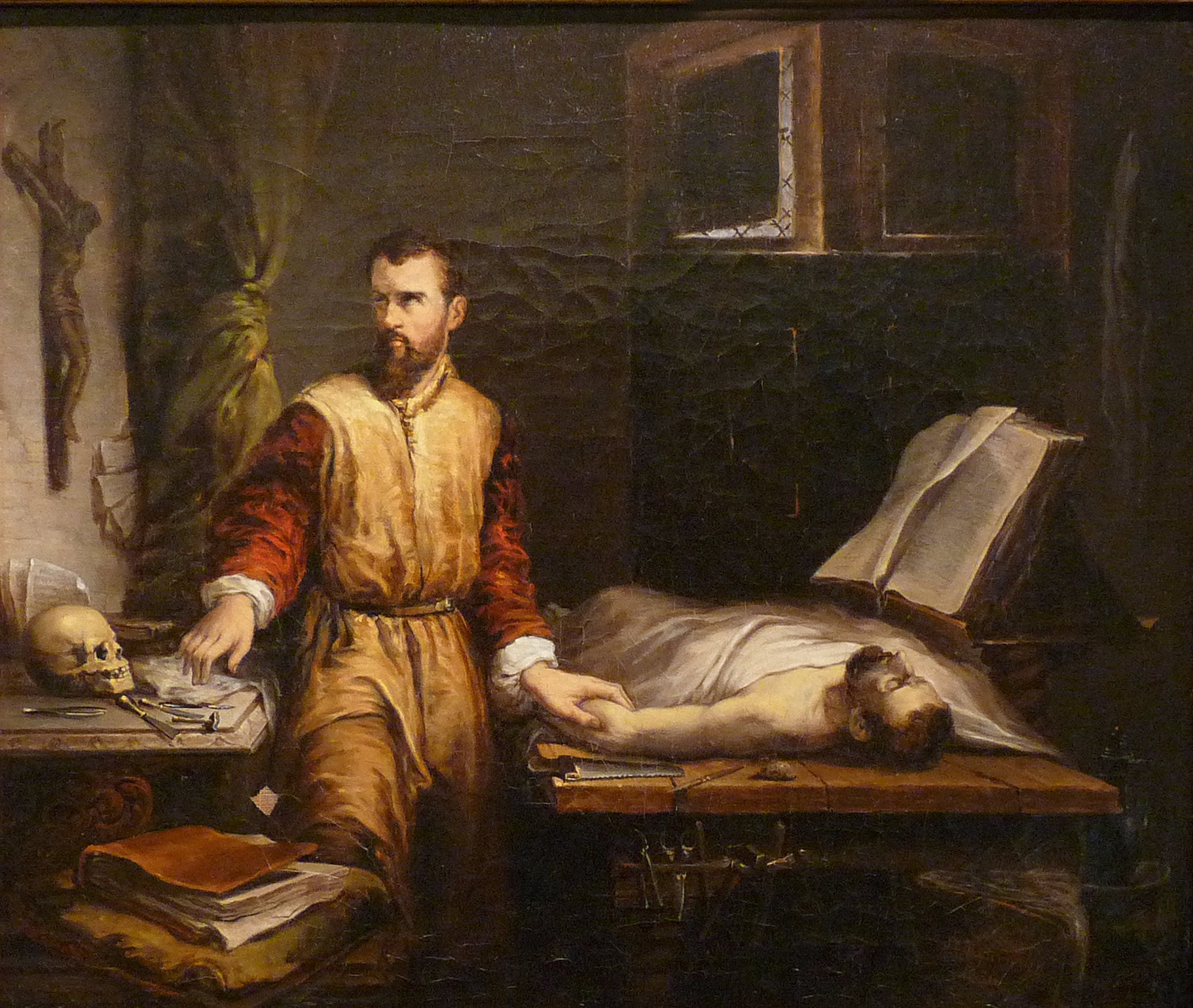
Ambroise Paré